# Arctornis discirufa
Arctornis discirufa är en fjärilsart som beskrevs av Swinhoe 1903. Arctornis discirufa ingår i släktet Arctornis och familjen tofsspinnare. Inga underarter finns listade i Catalogue of Life.